# Wrap rage

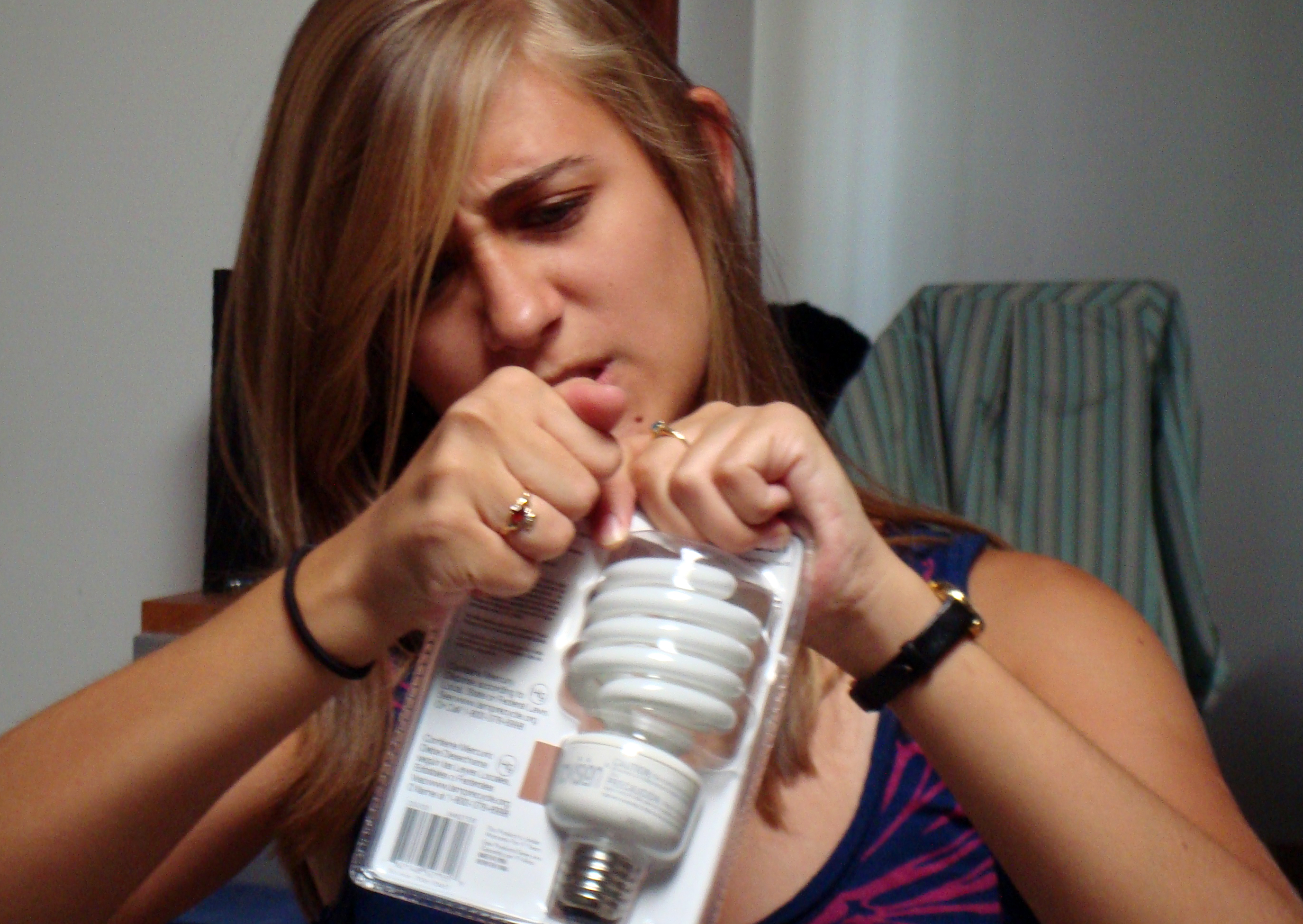
Cette personne semble éprouver de la colère pendant sa tentative d'ouvrir l'emballage en plastique contenant une lampe fluorescente.

Wrap rage (« Devenir furieux contre les emballages », « rage de l'emballage » ou «embarage») est une expression de l'anglais américain désignant un niveau élevé de colère, de frustration ou de rage provoqué par l'impossibilité d'ouvrir certains emballages, en particulier les blisters et les doubles coques scellées par application de chaleur. Chaque année, des milliers de consommateurs américains subissent des blessures, telles que des coupures aux doigts et des entorses au poignet, en utilisant des outils pour ouvrir des emballages ou en manipulant ces emballages. Des emballages faciles à ouvrir sont déjà conçus par les fabricants dans le but de réduire la colère et la frustration des consommateurs.

## Contexte
Plusieurs raisons expliquent la difficulté d'ouvrir les emballages. Par exemple, des lois obligent les sociétés pharmaceutiques à empêcher le déballage facile ou clandestin de plusieurs médicaments en vente libre ou encore d'être à l'épreuve des enfants. D'autres emballages sont difficiles à ouvrir dans le but de prévenir le chapardage et le vol à l'étalage.
Les blisters en plastique rigide servent également de protection pendant le transport de leur contenu. De plus, les emballages en plastique transparents permettent aux consommateurs de voir le produit avant de l'acheter.
Dans le monde anglo-saxon, l'expression « wrap rage » est apparue lorsque des médias ont commencé à propager des informations sur ce comportement. Il existe d'autres expressions pour le désigner, comme « packaging rage », utilisée en 1998. Le magazine Word Spy affirme que « wrap rage » est apparue la première fois dans les pages du Daily Telegraph en 2003,. L'American Dialect Society a jugé que ce terme était l'un des plus utiles qui soient apparus pendant l'année 2007.
Pour certains produits comme les CD, c'est une technique commerciale appelée le syndrome de l'huître.

## Frustration et blessures
En 2006, Consumer Reports a médiatisé ce comportement du consommateur américain en créant les Oyster Awards (littéralement, « Récompenses de l'huître ») pour mettre en valeur les produits les plus difficiles à déballer. Un reportage du Pittsburgh Post-Gazette sur ce comportement a été mis de l'avant lors d'un épisode de Colbert Report où Stephen Colbert a utilisé un couteau pour ouvrir un emballage en plastique qui contenait une calculatrice, sans succès.
Un sondage mené en 2004 par le magazine américain Yours, qui vise une clientèle âgée de 50 ans et plus, a calculé que 99 % des 2 000 répondants affirment que les emballages sont devenus plus difficiles à ouvrir pendant les dix années précédentes, 97 % affirment qu'il y a du suremballage et 60 % ont acheté un produit qui était dans un emballage plus facile à ouvrir. Dans un sondage mené par la Cox School of Business, environ 80 % des ménages ont « exprimé leur colère, leur frustration ou de la rage pure » envers les emballages en plastique. Les consommateurs prononcent aussi les mots « haine » et « difficile » quand ils parlent de ces produits.
Les consommateurs ont parfois recours à des outils inappropriés tels qu'une lame de rasoir ou un pic à glace pour ouvrir l'emballage. Selon le sondage de Yours, 71 % des répondants ont déclaré s'être blessés en tentant d'ouvrir un emballage alimentaire. Les blessures qu'ils ont le plus souvent rapportées 
sont « un doigt coupé, suivi d'une main coupée, d'une entorse au poignet, d'une main blessée et de blessures aux muscles de l'épaule ». Selon une étude menée en Grande-Bretagne, plus de 60 000 personnes sont soignées annuellement dans les hôpitaux à cause de blessures consécutives au déballage d'un contenant alimentaire. Selon le Consumer Product Safety Commission américain, il y aurait eu 6 500 visites à l'urgence en 2004 à la suite d'une tentative d'ouvrir un emballage. Un sondage mené par l'Institute for Good Medicine en 2009 affirme que 17 % des adultes de plus de 21 ans se sont blessés au moins une fois ou connaissent quelqu'un qui s'est blessé lorsqu'ils ont tenté d'ouvrir un cadeau d'anniversaire ou de Noël.

## Solutions possibles

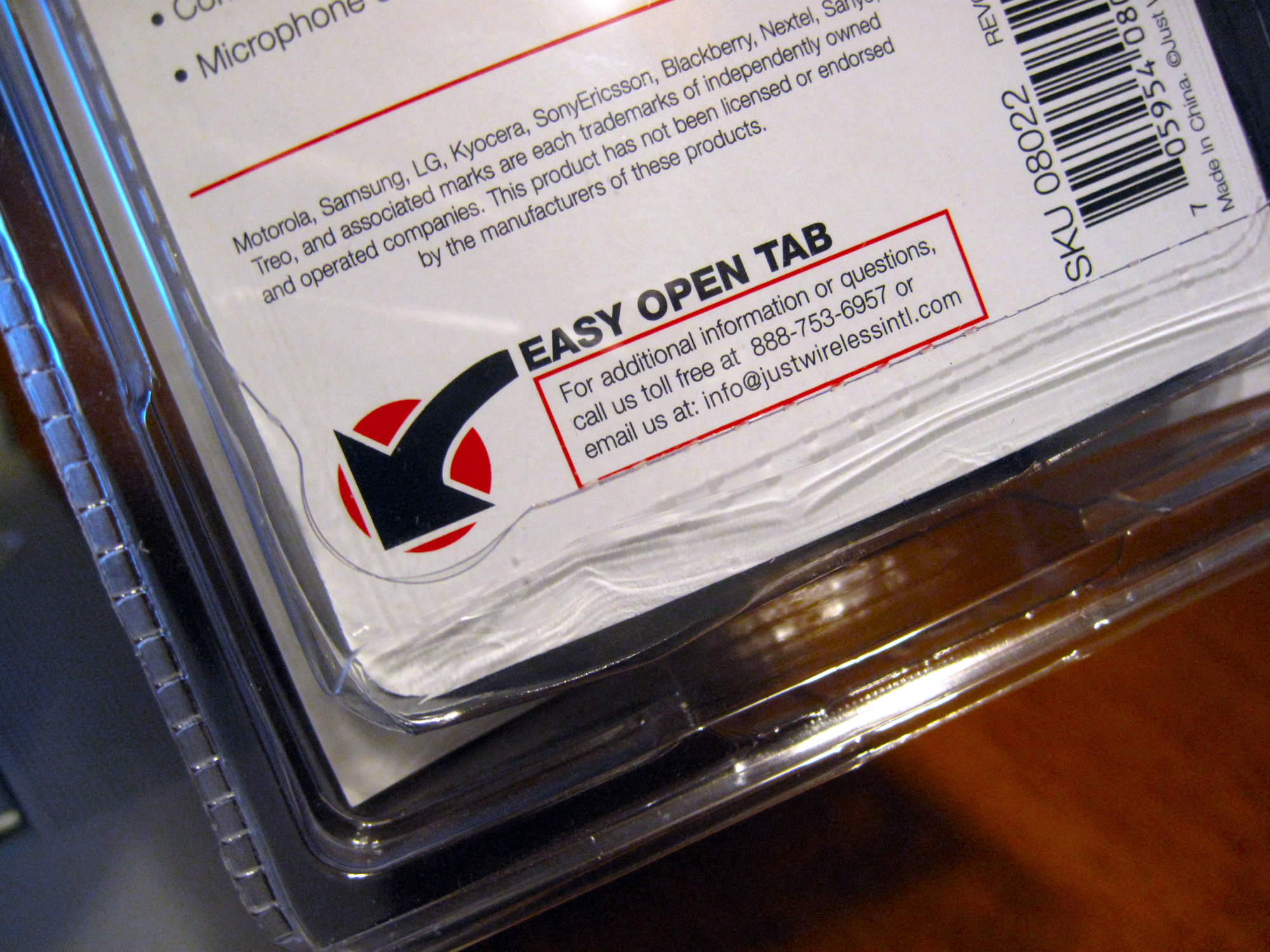
Cet emballage comprend une languette qui facilite l'ouverture (Easy Open Tab). Cette nouveauté est une tentative de diminuer la colère des consommateurs qui deviennent furieux contre les emballages.

Lorsque les emballeurs et les détaillants souhaitent diminuer la fureur contre les emballages, il existe divers moyens pour faciliter l'ouverture des emballages. En revanche, faciliter le déballage favorise aussi le chapardage et le vol à l'étalage.
Des sociétés modifient la forme des emballages pour faciliter leur ouverture dans le but de réduire la fureur contre les emballages,. Néanmoins, certaines sont légalement obligées de vendre leurs produits de façon qu'ils ne puissent être déballés sans l'aide d'outil ou seulement si le consommateur fait un effort important. Les sociétés sont soumises à des pressions de la part des consommateurs et des détaillants pour améliorer les emballages. En vieillissant, les consommateurs d'un âge certain éprouveraient de plus en plus de difficultés à ouvrir les emballages. 
Depuis longtemps, plusieurs méthodes existent pour faciliter le déballage. Il y a par exemple les perforations, des rubans à décollage unique, des composantes à rupture unique, etc. De telles méthodes peuvent augmenter le coût de l'emballage. Une paire de ciseaux, un cutter ou une pince coupante facilite souvent le déballage. Certains[Lesquels ?] emballages peuvent s'ouvrir grâce à un ouvre-boîtes.

### Citations originales
1. ↑  (en) « expressed anger, frustration or outright rage »
2. ↑  (en) « a cut finger, followed by cut hand, sprained wrist, bruised hand and strained shoulder muscle »